# IC 2619
IC 2619 — галактика типу D (карликова галактика) у сузір'ї Велика Ведмедиця.
Цей об'єкт міститься в оригінальній редакції індексного каталогу.